# Обербрюк
Обербрю́к (фр. Oberbruck) — коммуна на северо-востоке Франции в регионе Гранд-Эст (бывший Эльзас — Шампань — Арденны — Лотарингия), департамент Верхний Рейн, округ Тан — Гебвиллер, кантон Мазво. До марта 2015 года коммуна в составе кантона Мазво административно входила в округ Тан.
Площадь коммуны — 4,3 км², население — 445 человек (2006) с тенденцией к снижению: 428 человек (2012), плотность населения — 99,5 чел/км².

## Население
Численность населения коммуны в 2011 году составляла 437 человек, а в 2012 году — 428 человек.
| 1962 | 1968 | 1975 | 1982 | 1990 | 1999 | 2004 | 2006 | 2011 | 2012 |
| ---- | ---- | ---- | ---- | ---- | ---- | ---- | ---- | ---- | ---- |
| 577  | 548  | 506  | 439  | 462  | 475  | 454  | 445  | 437  | 428  |

Динамика населения:

## Экономика
В 2010 году из 273 человек трудоспособного возраста (от 15 до 64 лет) 196 были экономически активными, 77 — неактивными (показатель активности 71,8 %, в 1999 году — 72,6 %). Из 196 активных трудоспособных жителей работали 177 человек (104 мужчины и 73 женщины), 19 числились безработными (7 мужчин и 12 женщин). Среди 77 трудоспособных неактивных граждан 16 были учениками либо студентами, 29 — пенсионерами, а ещё 32 — были неактивны в силу других причин.
На протяжении 2011 года в коммуне числилось 181 облагаемое налогом домохозяйство, в котором проживало 429,5 человек. При этом медиана доходов составила 19052 евро на одного налогоплательщика.

## Достопримечательности (фотогалерея)

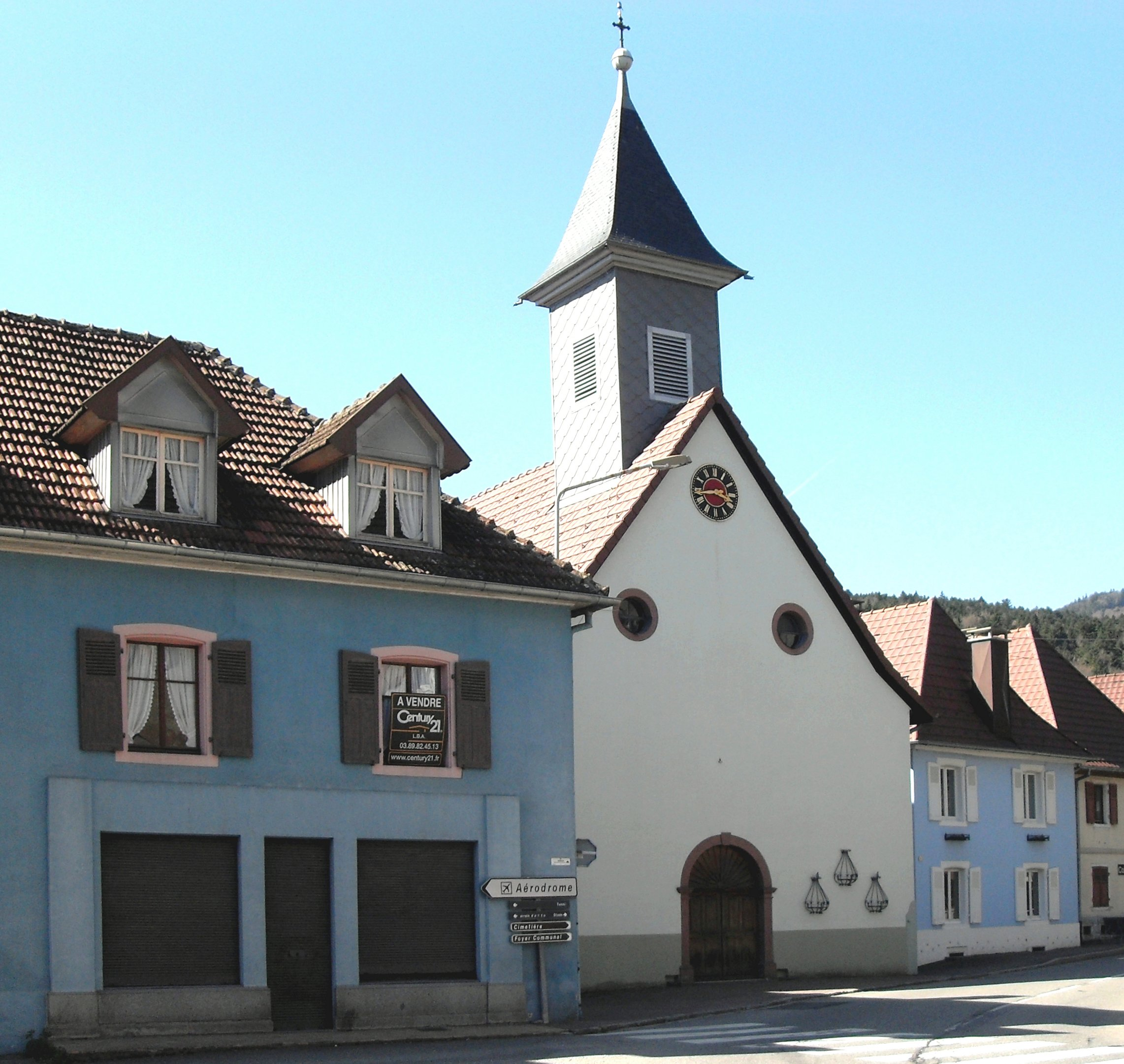
Церковь
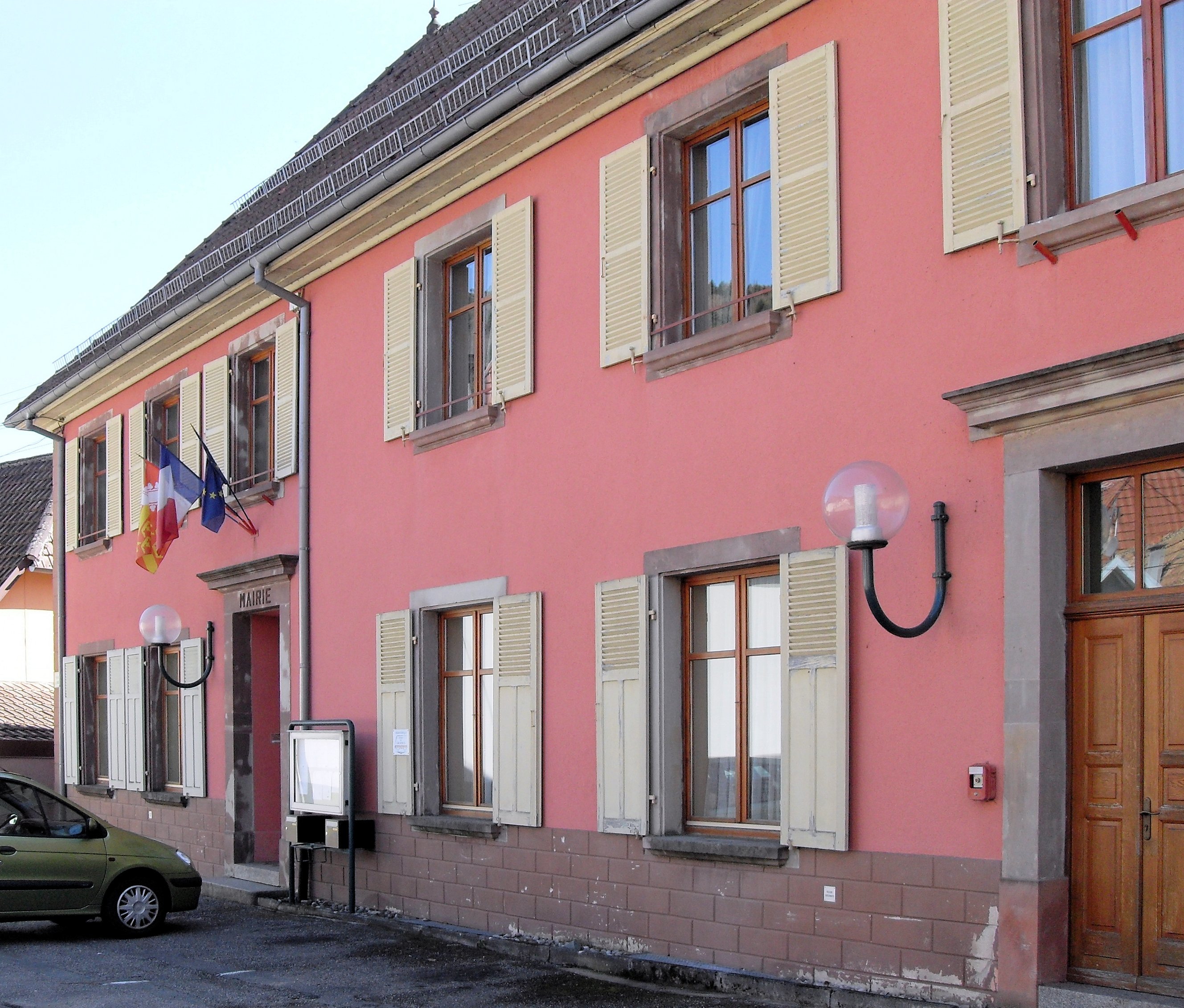
Здание мэрии